# Сортировка выбором
Сортировка выбором (англ. selection sort) — алгоритм сортировки. Может быть как устойчивый, так и неустойчивый.
На массиве из {\displaystyle n} элементов имеет время выполнения в худшем, среднем и лучшем случае {\displaystyle O(n^{2})}, предполагая что сравнения делаются за постоянное время.

## Алгоритм без дополнительного выделения памяти
Шаги алгоритма:
1. Находим номер минимального значения в текущем списке.
2. Производим обмен этого значения со значением первой неотсортированной позиции (обмен не нужен, если минимальный элемент уже находится на данной позиции).
3. Теперь сортируем хвост списка, исключив из рассмотрения уже отсортированные элементы.

## Реализация алгоритма на языках программирования
Далее находится пример неустойчивой реализации данного алгоритма:

### C++
```
template
 
<
typename
 
type_arr
>

void
 
selection_sort
(
type_arr
 
*
arr
,
 
int
 
size
)

{

    
for
 
(
int
 
i
 
=
 
0
;
 
i
 
<
 
size
 
-
 
1
;
 
i
++
)

    
{

        
int
 
min_index
 
=
 
i
;

        
for
 
(
int
 
j
 
=
 
i
 
+
 
1
;
 
j
 
<
 
size
;
 
j
++
)

        
{

            
if
 
(
arr
[
j
]
 
<
 
arr
[
min_index
])

            
{

                
min_index
 
=
 
j
;

            
}

        
}

        
if
 
(
min_index
 
!=
 
i
)

        
{

            
swap
(
arr
[
i
],
 
arr
[
min_index
]);

        
}

    
}

}

```

### C#
```
public
 
static
 
IList
<
T
>
 
Selection
<
T
>
(
IList
<
T
>
 
list
)
 
where
 
T
 
:
 
IComparable
<
T
>

{

    
for
 
(
int
 
i
 
=
 
0
;
 
i
 
<
 
list
.
Count
 
-
 
1
;
 
++
i
)

    
{

        
int
 
min
 
=
 
i
;

        
for
 
(
int
 
j
 
=
 
i
 
+
 
1
;
 
j
 
<
 
list
.
Count
;
 
++
j
)

        
{

        	
if
 
(
list
[
j
].
CompareTo
(
list
[
min
])
 
<
 
0
)

            
{

                
min
 
=
 
j
;

            
}

        
}

        

        
var
 
dummy
 
=
 
list
[
i
];

        
list
[
i
]
 
=
 
list
[
min
];

        
list
[
min
]
 
=
 
dummy
;

    
}

    

    
return
 
list
;

}

```

### PL/SQL
```
type
 
sort_choice_list
 
is
 
table
 
of
 
integer
 
index
 
by
 
binary_integer
;
 

---------------------------------------------

function
 
SORT_CHOICE
 
return
 
sort_choice_list

  
IS

    
list
 
sort_choise_list
;

    
l_min
 
pls_integer
;

    
l_dummy
 
pls_integer
;

  
begin
 

  

      
for
 
n
 
in
 
1
..
100
 
loop

        
list
(
n
):
=
dbms_random
.
random
;
 
--инициализация массива случайными числами

      
end
 
loop
;

      

      
for
 
i
 
in
 
list
.
first
..
list
.
last
 
loop

           
l_min
:
=
i
;

           
for
 
j
 
in
 
(
i
 
+
 
1
)..
list
.
last
 
loop

                
if
 
(
list
(
j
)
 
<
 
list
(
l_min
))
 
then

                    
l_min
 
:
=
 
j
;

                
end
 
if
;

            
end
 
loop
;

            
l_dummy
:
=
list
(
i
);

            
list
(
i
):
=
list
(
l_min
);

            
list
(
l_min
)
 
:
=
 
l_dummy
;

      
end
 
loop
;

         

    
return
 
list
;

      

end
 
SORT_CHOICE
;

```

### Java
```
	
public
 
static
 
void
 
selectionSort
(
int
 
[]
 
arr
)
 
{

		
int
 
n
 
=
 
arr
.
length
;

		
for
(
int
 
i
 
=
 
0
;
 
i
<
n
-
1
;
 
i
++
)
 
{

			
int
 
minIndex
 
=
 
i
;

			
for
(
int
 
j
=
i
+
1
;
 
j
<
n
;
 
j
++
)
 
{

				
if
(
arr
[
j
]<
arr
[
minIndex
]
)
 
{

					
minIndex
 
=
 
j
;

				
}

			
}

			
if
(
minIndex
!=
i
)
 
swap
(
arr
,
i
,
minIndex
);

			

		
}

}

```

### Ruby
```
def
 
selection_sort
(
array
)

	
for
 
min
 
in
 
0
..
array
.
count
-
2

		
least
 
=
 
min

		
for
 
j
 
in
 
(
min
 
+
 
1
)
..
array
.
count
-
1

			
if
 
array
[
j
]
 
<
 
array
[
least
]

				
least
 
=
 
j

			
end

		
end

		
temp
 
=
 
array
[
min
]

		
array
[
min
]
 
=
 
array
[
least
]

		
array
[
least
]
 
=
 
temp

	
end

end

```

### Swift
```
func
 
selectionSort
<
Element
>(
_
 
array
:
 
inout
 
Array
<
Element
>)
 
where
 
Element
:
 
Comparable
 
{

	
for
 
min
 
in
 
0.
.<
array
.
count
 
-
 
1
 
{

		
for
 
j
 
in
 
min
..<
array
.
count
 
{

			
if
 
array
[
j
]
 
<
 
array
[
min
]
 
{

				
let
 
temp
 
=
 
array
[
min
]

				
array
[
min
]
 
=
 
array
[
j
]

				
array
[
j
]
 
=
 
temp

			
}

		
}

	
}

}

```

### PascalABC.NET
```
begin

  
var
 
a
 
:=
 
ArrRandom
;

  
a
.
Println
;

  
for
 
var
 
i
:=
0
 
to
 
a
.
High
 
do

     
Swap
(
a
[
i
]
,
a
[
i
+
a
[
i
:
]
.
IndexMin
])
;

  
a
.
Println
;

end

```

### Python
```
def
 
select_sort
(
A
):

    
for
 
i
 
in
 
range
(
len
(
A
)
 
-
 
1
):

        
min_index
 
=
 
i

        
for
 
k
 
in
 
range
(
i
 
+
 
1
,
 
len
(
A
)):

            
if
 
A
[
k
]
 
<
 
A
[
min_index
]:

                
A
[
k
],
 
A
[
min_index
]
 
=
 
A
[
min_index
],
 
A
[
k
]

    
return
 
A

```

### Go
```
func
 
selectionSort
(
nums
 
[]
int
)
 
{

    
n
 
:=
 
len
(
nums
)

    
for
 
i
 
:=
 
0
;
 
i
 
<
 
n
;
 
i
++
 
{

        
min
 
:=
 
i
 

        
for
 
j
 
:=
 
i
 
+
 
1
;
 
j
 
<
 
n
;
 
j
++
 
{

            
if
 
nums
[
j
]
 
<
 
nums
[
min
]
 
{

                
min
 
=
 
j

            
}

        
}

        
nums
[
i
],
 
nums
[
min
]
 
=
 
nums
[
min
],
 
nums
[
i
]

    
}

}

```

### Rust
```
fn
 
selection_sort
<
T
: 
Ord
>
(
array
: 
&
mut
 
[
T
])
 
{

    
let
 
n
 
=
 
array
.
len
();

    
for
 
i
 
in
 
0
..
n
 
{

        
let
 
mut
 
min_index
 
=
 
i
;

        
for
 
j
 
in
 
i
 
+
 
1
..
n
 
{

            
if
 
array
[
min_index
]
 
>
 
array
[
j
]
 
{

                
min_index
 
=
 
j
;

            
}

        
}

        
if
 
min_index
 
!=
 
i
 
{

            
array
.
swap
(
i
,
 
min_index
);

        
}

    
}

}

```

### Почему такая реализация неустойчива?
Покажем, почему данная реализация является неустойчивой.
Рассмотрим следующий массив из элементов, каждый из которых имеет два поля. Сортировка идет по первому полю.

Массив до сортировки: { (2, a), (2, b), (1, a) }

Уже после первой итерации внешнего цикла будем иметь отсортированную последовательность: { (1, a), (2, b), (2, a) }
Теперь заметим, что взаимное расположение элементов (2, a) и (2, b) изменилось.

Таким образом, рассматриваемая реализация является неустойчивой.

## Сравнение с другими алгоритмами сортировки
Так как после каждого прохода по внутреннему циклу делается только один обмен, то общее число обменов равно {\displaystyle n-1}, что в {\displaystyle n/2} раз меньше, чем в сортировке пузырьком.

Число проходов по внутреннему циклу равно {\displaystyle n-1} даже в случае сортировки частично или полностью отсортированного массива.
- Число сравнений в теле цикла равно {\displaystyle (n-1)*n/2}.
- Число сравнений в заголовках циклов {\displaystyle (n-1)*n/2}.
- Число сравнений перед операцией обмена {\displaystyle n-1}.
- Суммарное число сравнений {\displaystyle n^{2}-1}.
- Число обменов {\displaystyle n-1}.

Время сортировки 10000 коротких целых чисел на одном и том же программно-аппаратном комплексе сортировкой выбором составило ≈ 40 секунд, а ещё более улучшенной сортировкой пузырьком ≈ 30 секунд.

Пирамидальная сортировка сильно улучшает базовый алгоритм, используя структуру данных «куча» для ускорения нахождения и удаления минимального элемента.
Существует также двунаправленный вариант сортировки методом выбора, в котором на каждом проходе отыскиваются и устанавливаются на свои места и минимальное, и максимальное значения.